# Brisbane
Brisbane (pronunciación en inglés: /ˈbɹɪzbən/ (escucharⓘ) es la capital del estado australiano de Queensland. Está ubicada al sureste del estado. Geográficamente se encuentra al este de la Gran Cordillera Divisoria —en concreto, al sureste de la cordillera Taylor—, sobre la costa del mar del Coral (océano Pacífico) —muy cercana a la bahía Moretón— y a orillas del río homónimo, que ha sido dragado para facilitar el tránsito de barcos. Con 2 274 560 habs. en 2014 es la tercera ciudad más poblada del país, después de Sídney y Melbourne.
Hacia el oeste de Brisbane, el horizonte está dominado por la presencia del monte Cootha en cuyas faldas se encuentra un planetario y los jardines botánicos. En su cima se encuentra un mirador que ofrece unas vistas magníficas de la ciudad y su ondulante río. Las más importantes estaciones de televisión en el estado de Queensland tienen sus estudios en el monte Cootha.
El sector de Southbank, que se ubica en la ribera sur del río Brisbane, se renovó intensamente para acoger la Exposición Internacional de 1988, pasando a convertirse de sus orígenes industriales a un agradable parque de hermosos jardines, donde también se encuentra una playa pública artificial, restaurantes y bares, espacios de esparcimiento y el museo marítimo. Con la construcción del puente peatonal Good Will se puede llegar fácilmente desde el centro de la ciudad a Southbank en tan solo unos minutos. El área es una de las favoritas de los habitantes de Brisbane para celebrar asados familiares los fines de semana.
El municipio de Brisbane ha anunciado un plan de desarrollo que considera la construcción de puentes peatonales adicionales con el fin de hacer la ciudad más accesible a peatones y ciclistas, así como también para incentivar las actividades físicas.
La economía se basa en diversas industrias petroquímicas, metalúrgicas, construcciones mecánicas, alimentarias y ferrometalúrgicas. Destaca también su puerto, por el cual exporta carbón y metales. Es también un importante centro cultural y turístico, además de ser centro de nudo ferroviario y aéreo para Queensland. En sus proximidades se encuentra la terminal de un gasoducto y la del oleoducto de Moonie.

## Historia
El área actualmente conocida como Brisbane estaba habitada antes de la colonización europea por la tribu aborigen australiana Turrbal, cuyos antepasados originalmente emigraron a la región a través del estrecho de Torres. Para estas personas la zona que se convertiría en Brisbane se conoce como Mian-jin, que significa «lugar como una forma de espiga».

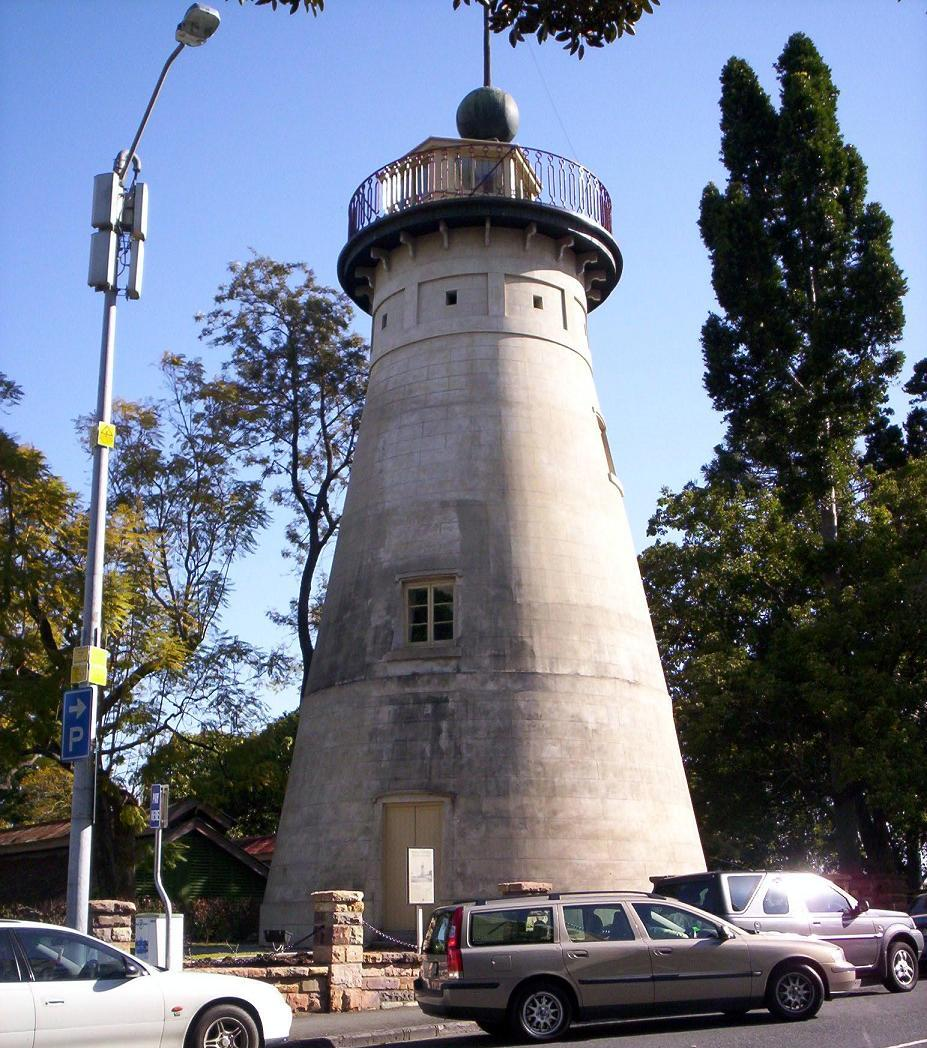
El Windmill, construido por los condenados para moler los cereales a fines de 1820.

La bahía Moreton fue explorada por John Oxley en 1823. La ciudad fue fundada en 1824 por orden de Lord Thomas Brisbane, que había sido nombrado gobernador de Nueva Gales del Sur (New South Wales) en 1821. Inicialmente una colonia penal fue fundada en el área actual de Redcliff, Edenglassie en las cercanías de una aldea llamada Moreton Bay. Utilizó a los presos para crear infraestructuras y limpiar los campos, lo que impulsó el desarrollo económico de la colonia y facilitó la emigración de colonos libres. En 1834 pasó a llamarse Brisbane en su honor.
En junio de 1859 se convirtió en la capital de la colonia de Queensland, aunque Brisbane no recibió el título de ciudad hasta 1902, cuando se fusionaron cerca de veinte consejos municipales para crear el consejo municipal de Brisbane, el municipio más grande en Australia.
Durante la Segunda Guerra Mundial, Brisbane desempeñó un papel importante en la campaña de aliados, cuando el edificio de AMP (que ahora se llama MacArthur Central) fue utilizado como cuartel general del teatro de operaciones del Pacífico suroeste del General Douglas MacArthur, el jefe de las fuerzas aliadas del Pacífico. Aproximadamente 1.000.000 tropas de los Estados Unidos pasaron por Australia durante la guerra, siendo Brisbane el principal punto de coordinación para el Pacífico sudoccidental. En 1942 Brisbane fue la sede de un violento enfrentamiento entre militares estadounidenses de un lado y militares y civiles australianos por el otro, dando como resultado una muerte y varios heridos. Este incidente fue conocido coloquialmente como la Batalla de Brisbane.
Brisbane fue sede tanto del éxito de los Juegos de la Commonwealth en 1982, como de la Exposición Internacional de 1988, con el tema «El ocio en la era de tecnología». Estos acontecimientos fueron acompañados por una escala de los gastos públicos, la construcción y el desarrollo como no se habían visto antes en el estado de Queensland. Actualmente es la ciudad de mayor crecimiento tanto en población como económicamente de Australia.
Asimismo, Brisbane fue seleccionada como sede de los Juegos Olímpicos de Verano de 2032.

## Geografía

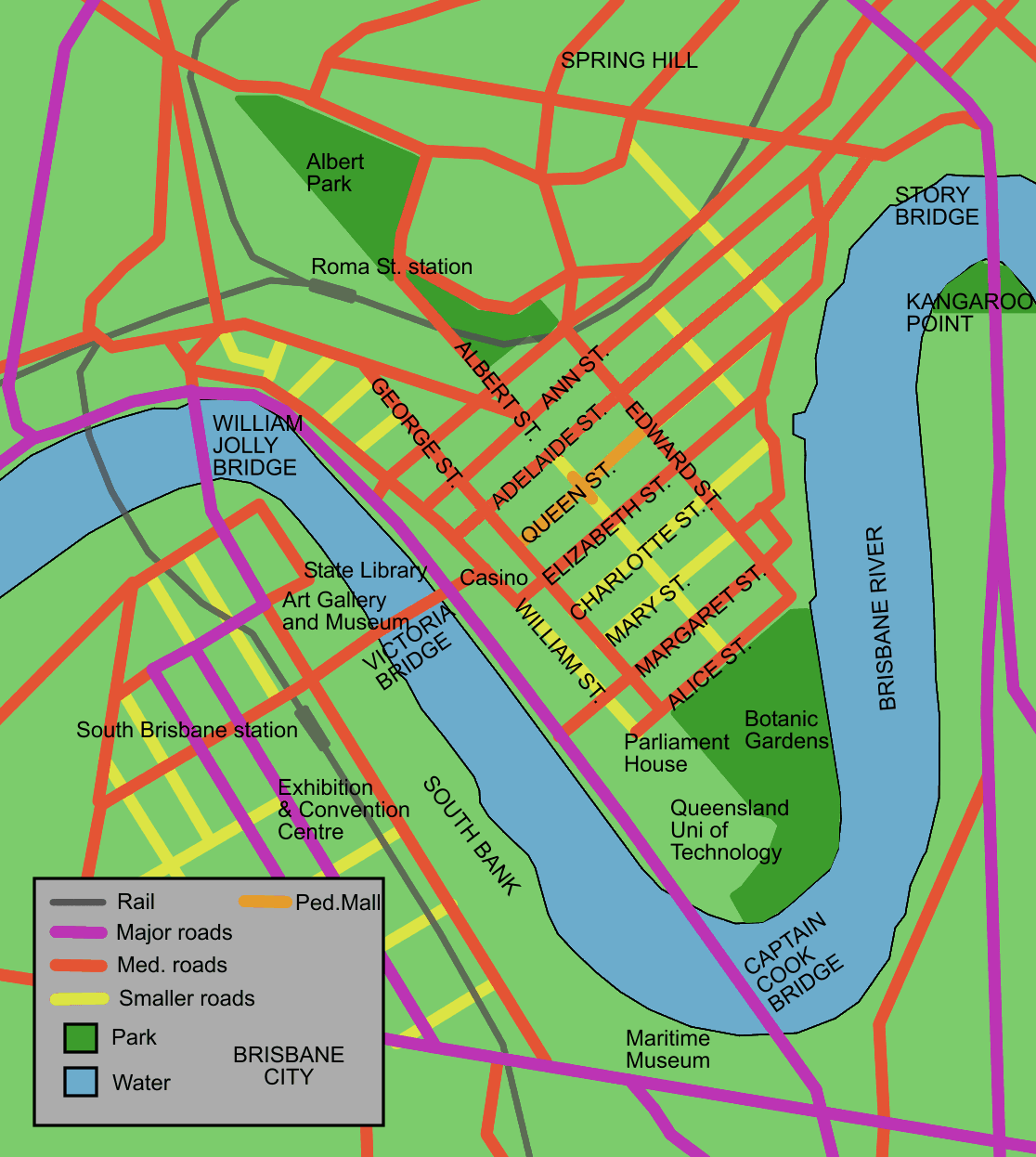
Mapa del CBD de Brisbane.

Brisbane está situada en el rincón sureste de Queensland, Australia. La ciudad se extiende a través del río Brisbane y sus barrios periféricos bordean Moreton Bay. La gran región de Brisbane se encuentra al este de la Gran Cordillera Divisoria australiana.
El área urbana está elevada, parcialmente, por dos grandes colinas de unos 300 metros: el monte Coot-tha y el Gravatt. El monte Petrie mide unos 170 metros, mientras que las otras pequeñas colinas de la ciudad son Highgate Hill, Whites Hill, Stephens Mountain y Enoggera Hill. La ciudad en sí está asentada en una peligrosa llanura con riesgos de inundaciones, ya que muchos arroyos cruzan la población incrementando notoriamente el riesgo de anegaciones. Brisbane ha sufrido, a lo largo de su historia, estos problemas en dos ocasiones, en 1893 y 1974. Este último ocurrió como resultado del paso del ciclón Wanda. Por aquel entonces, la ciudad experimentó tres semanas de intensas lluvias ininterrumpidas quedando seriamente dañados los barrios de Oxley, Bulimba, Rocklea, Coorparoo y New Farm. Por su parte, los jardines de la Ciudad Botánica de Brisbane resultaron inundados dando lugar a un manglar formado en la zona.
El distrito financiero de Brisbane queda bordeando el río y los nombres de las calles centrales fueron tomados de la casa de Hannover. Entre ellos figuran calles de nombres femeninos de dicha casa real como Adelaide, Alice, Ann, Charlotte, Elizabeth, Margaret y Mary Street, que son paralelas a Queen Street y Queen Street Mall —en honor a la reina Victoria I— y perpendiculares a Albert, Edward, George y William Street, los nombres reales masculinos.
La densidad de población del centro de la ciudad es menor que la de las dos ciudades más grandes de Australia, Melbourne y Sídney, aunque el constante crecimiento de la población está reduciendo cada vez más esas diferencias.

### Clima

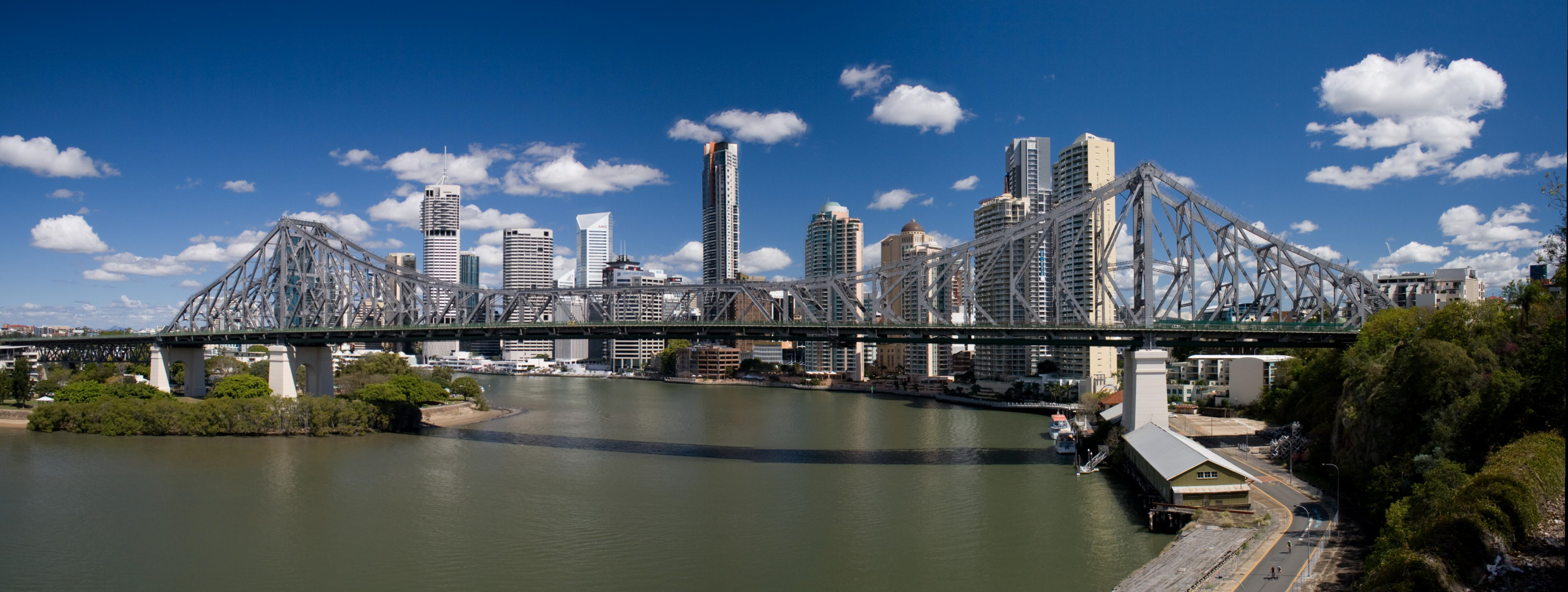
Un día habitual de Brisbane, desde el Story Bridge.

Brisbane posee un clima subtropical húmedo (Cfa), con veranos calurosos y húmedos e inviernos templados y con escasa precipitación.
La temporada de tormentas tropicales se extiende desde finales de primavera hasta el inicio del otoño. Las tormentas eléctricas son comunes en esta época con tormentas severas acompañadas de granizo, lluvias torrenciales y vientos destructivos.
El día más caluroso en la historia de la ciudad fue registrado el 26 de enero de 1940, con una temperatura máxima de 43.2 ℃. Por su parte, la temperatura más baja tuvo lugar el 19 de julio de 2007, cuando la temperatura se desplomó hasta alcanzar los -0.1 °C, dato recogido en el aeropuerto. El día que se recogió la mayor cantidad de litros de agua por las precipitaciones fue el 21 de enero de 1887, cuando cayeron 465 mm en la ciudad, el mayor registro pluvial de las capitales australianas. Sin embargo, desde 2006 la zona de Brisbane viene experimentando una importante sequía, la más notable desde hace un siglo, descendiendo el nivel de sus presas una cuarta parte de su capacidad habitual. Como consecuencia, los habitantes de Brisbane han sufrido restricciones a la hora de regar sus jardines y otras actividades ociosas hasta el punto de corresponderles 140 litros por persona y día, haciendo de Brisbane una de las ciudades con menor cantidad de agua por habitante de cualquier urbe occidental.
| Parámetros climáticos promedio de Brisbane (Brisbane Station, 1999–2014) | Parámetros climáticos promedio de Brisbane (Brisbane Station, 1999–2014) | Parámetros climáticos promedio de Brisbane (Brisbane Station, 1999–2014) | Parámetros climáticos promedio de Brisbane (Brisbane Station, 1999–2014) | Parámetros climáticos promedio de Brisbane (Brisbane Station, 1999–2014) | Parámetros climáticos promedio de Brisbane (Brisbane Station, 1999–2014) | Parámetros climáticos promedio de Brisbane (Brisbane Station, 1999–2014) | Parámetros climáticos promedio de Brisbane (Brisbane Station, 1999–2014) | Parámetros climáticos promedio de Brisbane (Brisbane Station, 1999–2014) | Parámetros climáticos promedio de Brisbane (Brisbane Station, 1999–2014) | Parámetros climáticos promedio de Brisbane (Brisbane Station, 1999–2014) | Parámetros climáticos promedio de Brisbane (Brisbane Station, 1999–2014) | Parámetros climáticos promedio de Brisbane (Brisbane Station, 1999–2014) | Parámetros climáticos promedio de Brisbane (Brisbane Station, 1999–2014) |
| Mes                                                                      | Ene.                                                                     | Feb.                                                                     | Mar.                                                                     | Abr.                                                                     | May.                                                                     | Jun.                                                                     | Jul.                                                                     | Ago.                                                                     | Sep.                                                                     | Oct.                                                                     | Nov.                                                                     | Dic.                                                                     | Anual                                                                    |
| ------------------------------------------------------------------------ | ------------------------------------------------------------------------ | ------------------------------------------------------------------------ | ------------------------------------------------------------------------ | ------------------------------------------------------------------------ | ------------------------------------------------------------------------ | ------------------------------------------------------------------------ | ------------------------------------------------------------------------ | ------------------------------------------------------------------------ | ------------------------------------------------------------------------ | ------------------------------------------------------------------------ | ------------------------------------------------------------------------ | ------------------------------------------------------------------------ | ------------------------------------------------------------------------ |
| Temp. máx. abs. (°C)                                                     | 40.0                                                                     | 41.7                                                                     | 37.9                                                                     | 33.7                                                                     | 30.7                                                                     | 29.0                                                                     | 28.2                                                                     | 35.4                                                                     | 35.1                                                                     | 38.7                                                                     | 38.9                                                                     | 40.0                                                                     | 41.7                                                                     |
| Temp. máx. media (°C)                                                    | 30.2                                                                     | 29.9                                                                     | 28.9                                                                     | 27.1                                                                     | 24.4                                                                     | 21.9                                                                     | 21.9                                                                     | 23.2                                                                     | 25.7                                                                     | 27.1                                                                     | 28.0                                                                     | 29.3                                                                     | 26.5                                                                     |
| Temp. media (°C)                                                         | 25.0                                                                     | 25.1                                                                     | 23.7                                                                     | 21.2                                                                     | 18.2                                                                     | 15.9                                                                     | 14.9                                                                     | 15.7                                                                     | 18.5                                                                     | 20.6                                                                     | 22.5                                                                     | 24.1                                                                     | 20.5                                                                     |
| Temp. mín. media (°C)                                                    | 21.5                                                                     | 21.3                                                                     | 20.0                                                                     | 17.3                                                                     | 13.5                                                                     | 11.7                                                                     | 10.1                                                                     | 10.7                                                                     | 13.7                                                                     | 16.3                                                                     | 18.7                                                                     | 20.3                                                                     | 16.3                                                                     |
| Temp. mín. abs. (°C)                                                     | 17.0                                                                     | 16.5                                                                     | 12.2                                                                     | 10.0                                                                     | 5.0                                                                      | 5.0                                                                      | 2.6                                                                      | 4.1                                                                      | 7.0                                                                      | 8.8                                                                      | 10.8                                                                     | 14.0                                                                     | 2.6                                                                      |
| Lluvias (mm)                                                             | 153.9                                                                    | 133.0                                                                    | 105.8                                                                    | 65.8                                                                     | 58.5                                                                     | 57.6                                                                     | 24.7                                                                     | 42.1                                                                     | 28.8                                                                     | 72.5                                                                     | 106.6                                                                    | 138.7                                                                    | 993.0                                                                    |
| Días de precipitaciones (≥ 1 mm)                                         | 12.4                                                                     | 12.6                                                                     | 14.3                                                                     | 11.9                                                                     | 10.0                                                                     | 9.2                                                                      | 7.2                                                                      | 5.4                                                                      | 7.3                                                                      | 8.9                                                                      | 11.7                                                                     | 13.2                                                                     | 124.1                                                                    |
| Horas de sol                                                             | 263.5                                                                    | 223.2                                                                    | 232.5                                                                    | 234.0                                                                    | 235.6                                                                    | 198.0                                                                    | 238.7                                                                    | 266.6                                                                    | 270.0                                                                    | 275.9                                                                    | 270.0                                                                    | 260.4                                                                    | 2968.4                                                                   |
| Humedad relativa (%)                                                     | 57                                                                       | 59                                                                       | 57                                                                       | 54                                                                       | 49                                                                       | 52                                                                       | 44                                                                       | 43                                                                       | 48                                                                       | 51                                                                       | 56                                                                       | 57                                                                       | 52                                                                       |
| Fuente: Bureau of Meteorology (Australia)                                |                                                                          |                                                                          |                                                                          |                                                                          |                                                                          |                                                                          |                                                                          |                                                                          |                                                                          |                                                                          |                                                                          |                                                                          |                                                                          |

## Gobierno

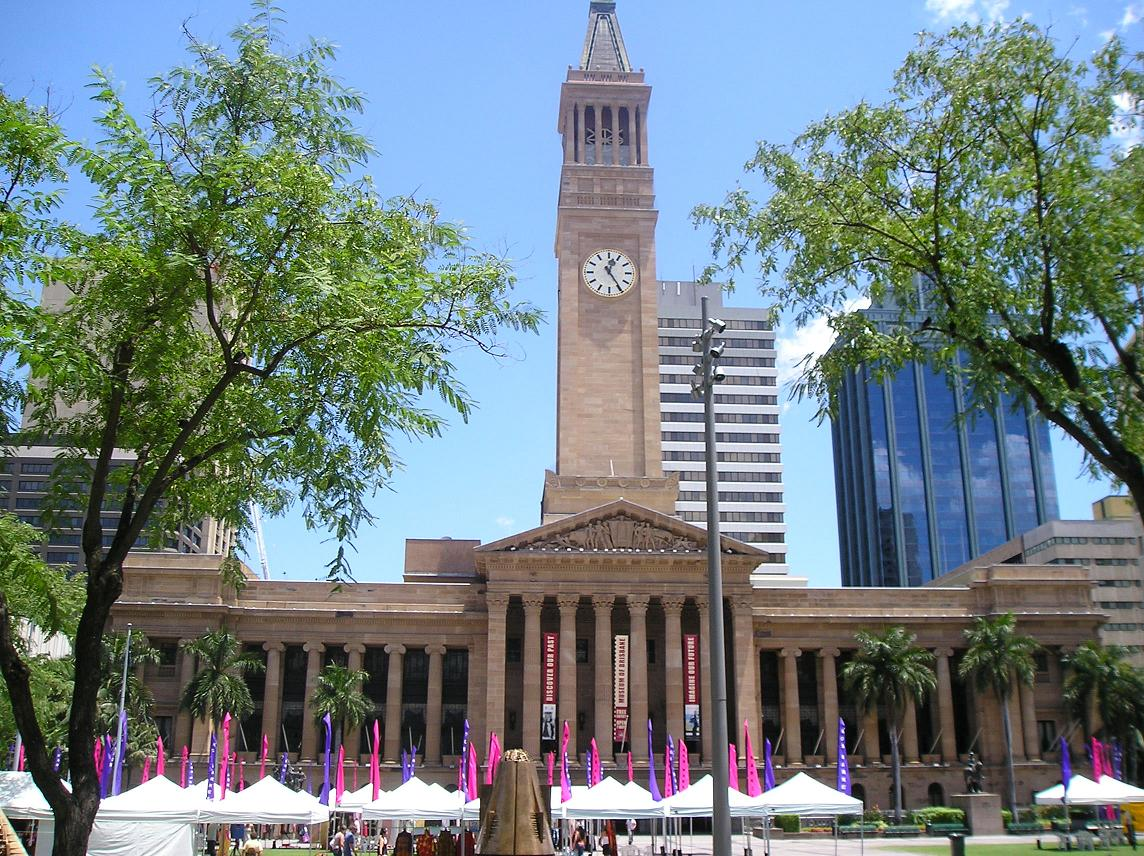
Edificio del Ayuntamiento de Brisbane.

A diferencia de otras capitales australianas, una gran parte del área metropolitana de Brisbane está controlada por un único gobierno municipal, el Ayuntamiento de Brisbane. Desde su creación en 1925, las áreas urbanas periféricas de la ciudad han experimentado un gran crecimiento, sobrepasando incluso la frontera de la ciudad.
La ciudad se divide en 26 pedanías, eligiendo cada una de ellas su propio concejal. El alcalde de Brisbane y los concejales son elegidos mediante elecciones populares realizadas cada cuatro años. El Ayuntamiento de Brisbane es el más grande, en términos de población y presupuesto, de toda Australia y controla un área total de 1367 km². Su presupuesto anual es de, aproximadamente, 1600 millones de dólares.
El área metropolitana de Brisbane cubre ahora varios municipios colindantes como Beaudesert, Caboolture, Gold Coast, Ipswich, Logan City, Pine Rivers Shire, Redcliffe y Redland Shire.
El ayuntamiento controla, además, los departamentos Brisbane CityWorks (empleo), Brisbane Transport (transporte público) y Brisbane Water (agua). Las reuniones del ayuntamiento se celebran en el Brisbane City Hall cada martes a las dos de la tarde y, generalmente, suelen ser abiertas al público.
El Brisbane City Council, como es conocido el ayuntamiento de la ciudad, fue formado por el Gobierno del Estado de Queensland en 1925 tras la fusión de 25 pequeños ayuntamientos. Esos ayuntamientos fueron:
Ciudades
- Brisbane
- South Brisbane

Pueblos
- Hamilton
- Ithaca
- Sandgate
- Toowong
- Windsor
- Wynnum

Comarcas
- Balmoral
- Belmont
- Coorparoo
- Enoggera
- Kedron
- Moggill
- Sherwood
- Stephens
- Taringa
- Tingalpa
- Toombul
- Yeerongpilly

## Demografía
La población de Brisbane se estima en 1 763 132 a junio de 2006, por lo que es la tercera ciudad más grande de Australia. El área metropolitana de Brisbane tiene una población urbana estimada de 1,82 millones (2006). Brisbane, según se alega, tiene la tasa más alta de crecimiento de la población de cualquier ciudad capital de Australia. La población urbana creció un 11,0 % entre los censos de 2001 y 2006.
El último censo de Australia en 2006 mostró que el 1,7 % de la población de Brisbane es de origen indígena, mientras que el 21,7 % nació en el extranjero, estos provienen principalmente de Nueva Zelanda, Sudáfrica, y el Reino Unido. Aproximadamente el 16,1 % de los hogares hablan un idioma que no es el inglés, siendo los más comunes el mandarín, el vietnamita, el cantonés y el italiano. El promedio de edad en toda la ciudad es de 35 años.

## Economía

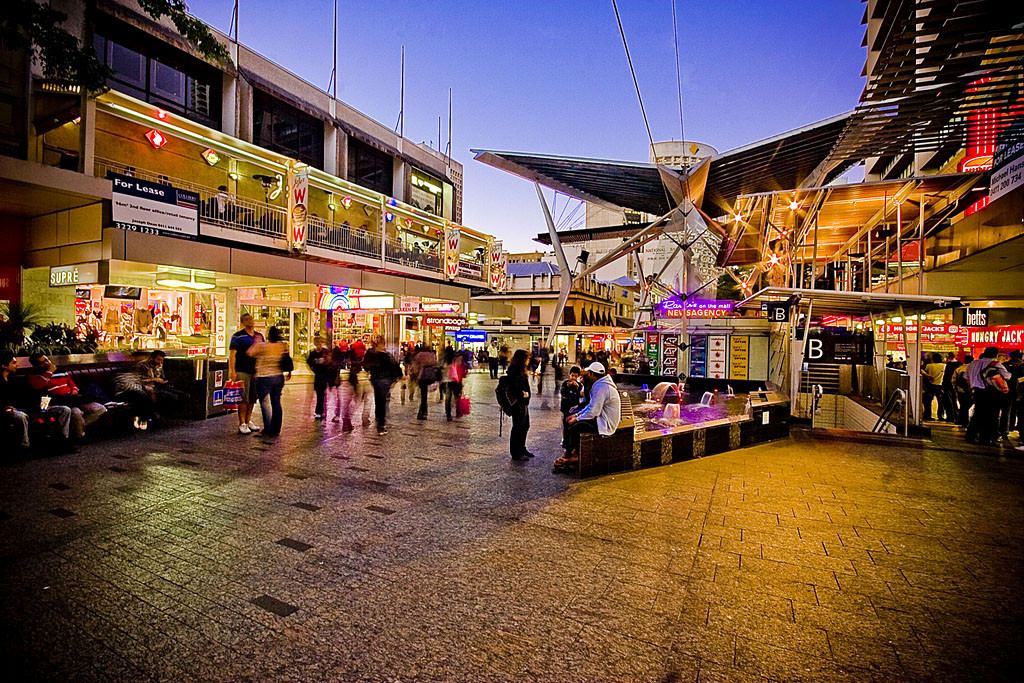
Mercado de la calle Queen en el distrito financiero.

La economía de Brisbane tiene las industrias llamadas en inglés de «cuello blanco» y de «cuello azul». Las de cuello blanco incluyen tecnología de la información, servicios financieros, educación superior y sector público en general concentradas en la administración y en todo el distrito financiero, además de en zonas de oficinas de reciente creación en los suburbios. Las industrias de cuello azul incluyen refinación de petróleo, estibas, fabricación de papel, metalurgia y los talleres de las Ferrovías de QR. Tienden a encontrarse en la parte baja del río Brisbane y en las nuevas zonas industriales de la periferia urbana. El turismo es una parte muy importante de la economía de Brisbane, tanto en su propio derecho como para convertirse en portal de acceso a otras áreas de Queensland.

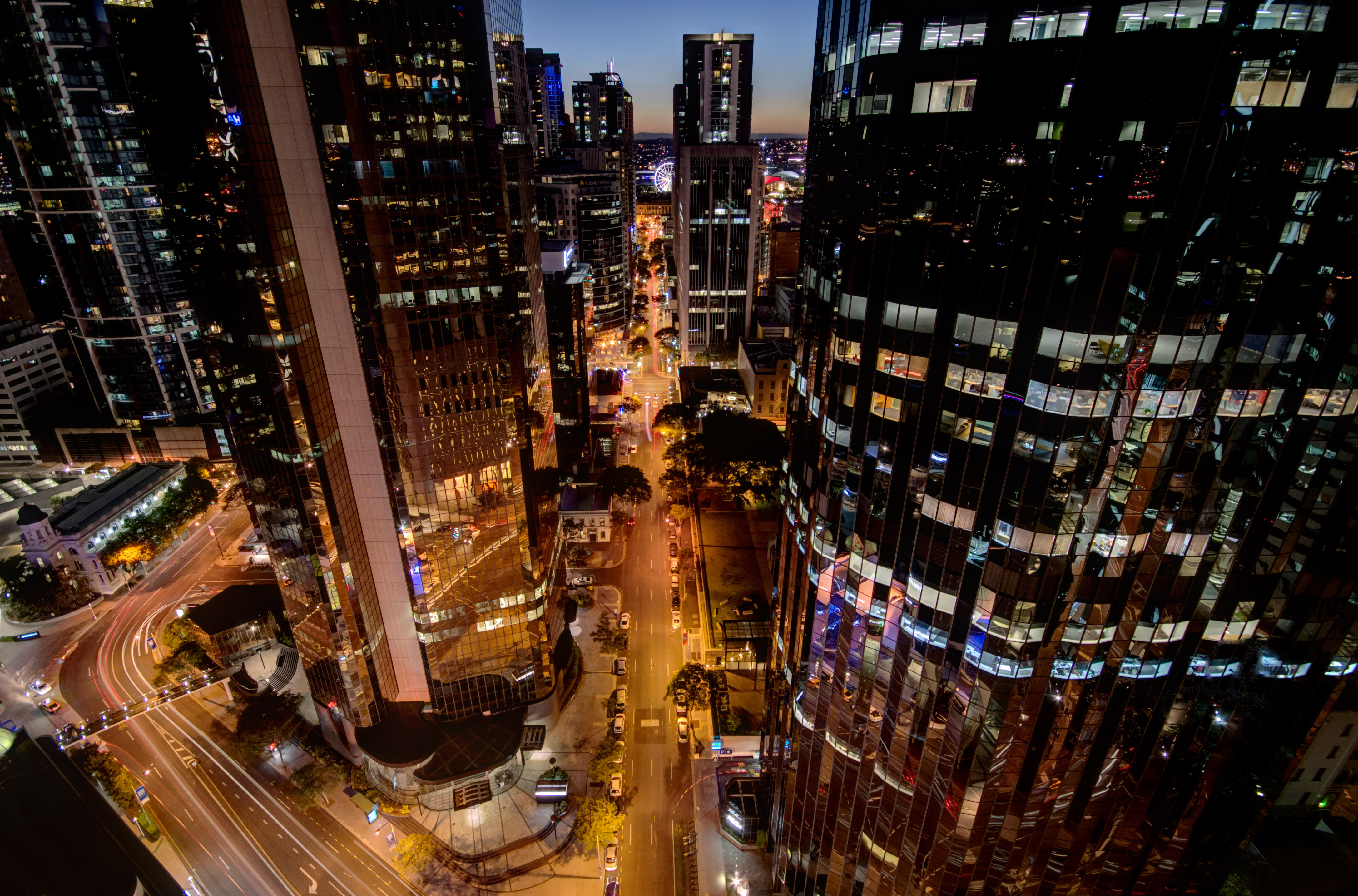
CBD de Brisbane.

Desde finales de la década de 1990 y principios de los años 2000, el Gobierno del estado de Queensland ha continuado con el desarrollo de la ciencia y la tecnología en la industria en todo el conjunto de Queensland y Brisbane en particular, como parte de su iniciativa «Estado Inteligente». El gobierno ha invertido en la biotecnología y en varias instalaciones de investigación de varias universidades de Brisbane. El Instituto de Biociencia Molecular en el Campus Santa Lucía de la Universidad de Queensland (UQ) es una gran iniciativa de la CSIRO y el gobierno del estado de Queensland para la investigación y la innovación que se está emulando en la Queensland University of Technology (QUT), en el Campus Kelvin Grove con el establecimiento del Instituto de la Salud y la innovación biomédica (IHBI).
El Puerto de Brisbane está en la parte baja del río Brisbane y en la isla Fisherman's y es el tercer puerto más importante de Australia por valor de los bienes. Los contenedores de mercancías, el azúcar, los cereales y el carbón son las principales exportaciones de la zona. El puerto forma parte de la Australia TradeCoast, el área con el desarrollo económico más rápido del país. Geográficamente, la Australia TradeCoast ocupa una gran extensión de todo el aeropuerto y el puerto. Comercialmente, el área ha atraído a importantes compañías de Asia Pacífico.

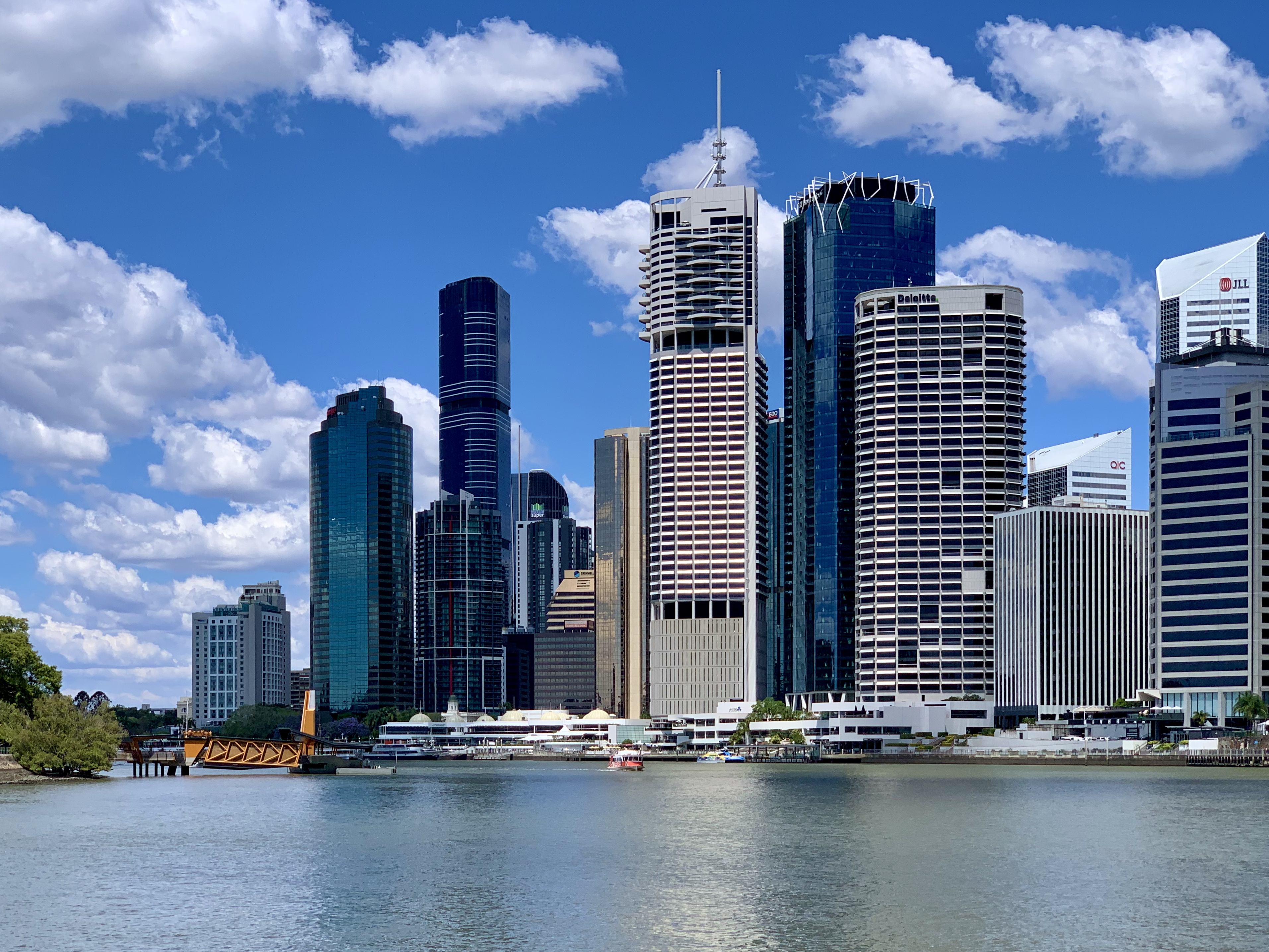
Lugar frente al mar.

Brisbane es uno de los principales centros de negocios de Australia. La mayoría de las principales empresas australianas, así como numerosas empresas internacionales, tienen oficinas en Brisbane, mientras que numerosas empresas relacionadas con la electrónica tienen centros de distribución en la periferia. El almacén de distribución de DHL Global de Oceanía se encuentra en Brisbane, así como la sede de la Asia Pacific Aerospace.
Brisbane tiene una amplia gama de centros comerciales y tiendas minoristas orientadas al ocio y a los turistas, ambos en el distrito central de negocios y en los suburbios. La Queen Street Mall, restaurantes, cines, puntos de venta de recuerdos y centros comerciales, entre ellas: Wintergarden, Broadway on the Mall, QueensPlaza, Brisbane Arcade y El Centro Myer.
La mayoría de los negocios minoristas se realiza dentro de los suburbios de Brisbane en centros comerciales, que incluyen las principales cadenas de tiendas. Hay 3 principales centros comerciales del Westfield Group ubicados en Brisbane. En el suburbio de Chermside, Mt Gravatt y Carindale. Otros grandes centros comerciales están situados en Indooroopilly, Toombul, Mitchelton y Stafford.

## Educación

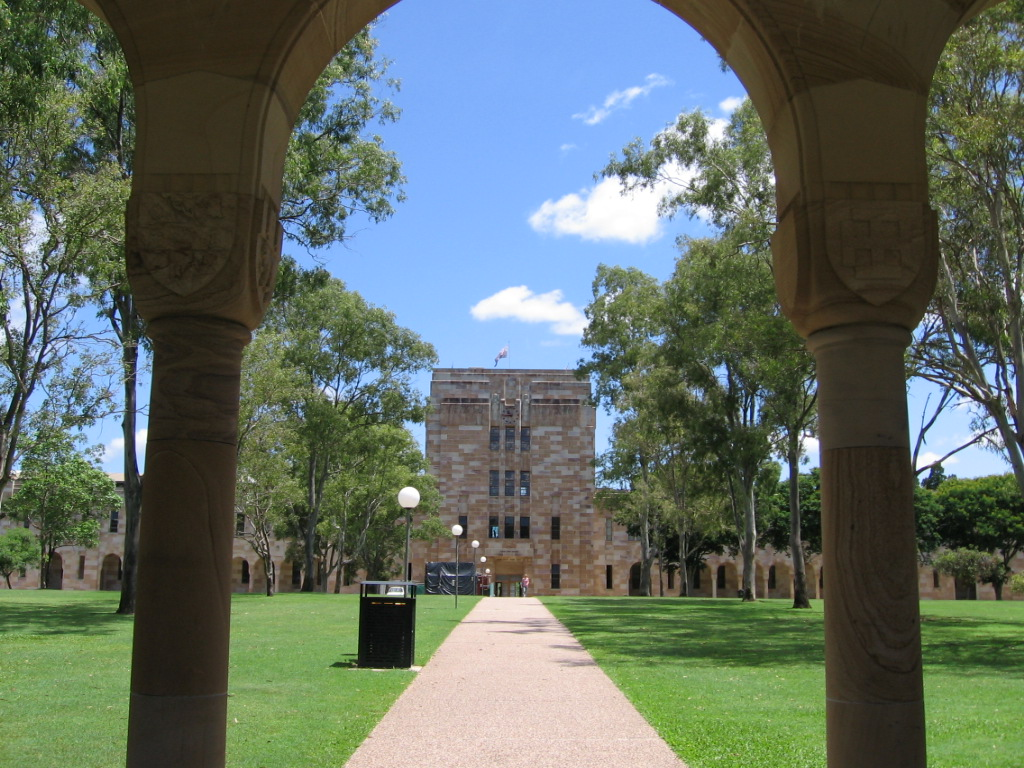
Fachada principal de la Universidad de Queensland.

La ciudad cuenta con centros de estudios superiores reconocidos mundialmente como la Universidad de Queensland (miembro del «Grupo de las Ocho» universidades australianas y del programa Universitas 21) en el sector de Saint Lucia, la Universidad de Technología de Queensland en pleno centro de ciudad y la Universidad de Griffith en el sector sur con campus en los suburbios de Nathan y Mount Gravatt. Otras universidades con campus en Brisbane son la Universidad Católica Australiana, la Universidad Central de Queensland, la Universidad James Cook, la Universidad de Sunshine Coast y la Universidad de Southern Queensland.
Existen también tres colleges TAFE (enseñanzas técnicas superiores) como son Brisbane North Institute of TAFE, Metropolitan South Institute of TAFE y Southbank Institute of TAFE. Además, la educación terciaria cuenta con centros de enseñanza independientes como la Australian College of Natural Medicine, Brisbane College of Theology, QANTM (dedicado a las nuevas tecnologías digitales) y la Journalism Education & Training (especializada en periodismo).
La mayoría de la educación de Brisbane, ya sea preescolar, primaria y secundaria, pertenece a la jurisdicción del Departamento de Educación del Estado de Queensland. Por su parte, hay varias escuelas católicas.

## Cultura

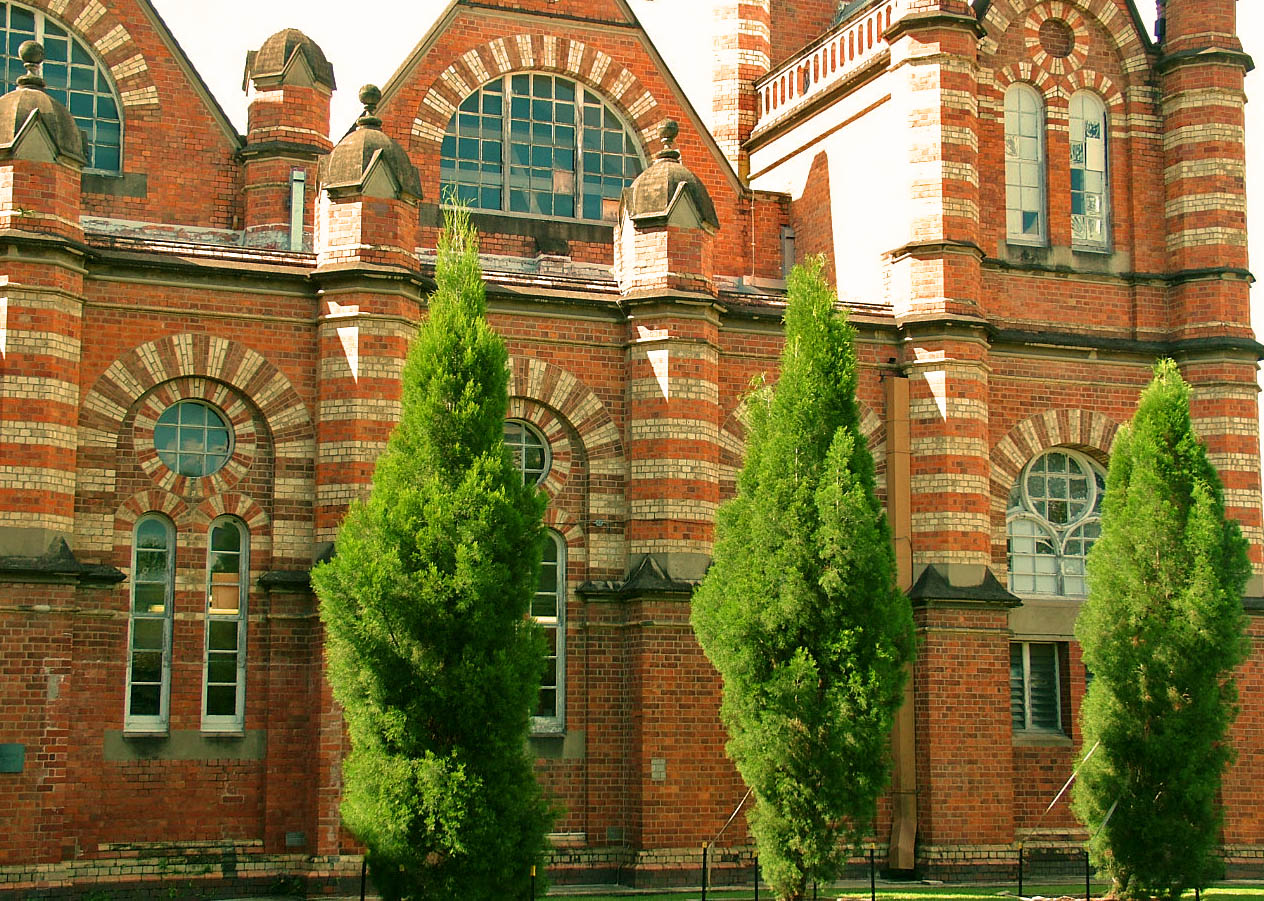
El edificio del museo viejo, que sirvió desde 1899 hasta 1986 como el Museo de Queensland.

### Artes
Entre los lugares culturales destacan el Museo de Brisbane y la Galería de Queensland de arte moderno (más conocida en la ciudad como «GoMA», Queensland Gallery of Modern Art), una de las galerías más grandes relacionadas con este tipo de arte de todo el continente australiano (contiene una importante exposición de Andy Warhol). También es visita obligada para los turistas Conrad Treasury Casino, un edificio histórico del siglo XIX donde se realizan todo tipo de actividades como obras de teatro y conciertos. El edificio también dispone de restaurante y bar.
Tienen sede en Brisbane las principales entidades culturales de la región, como el Queensland Ballet, La Ópera de Queensland y la Queensland Theatre Company.

### Festividades
Durante el mes de agosto tiene lugar en Brisbane el Ekka, una celebración que gira en torno a la agricultura, ganadería y otros elementos de ámbito tradicional. Su nombre completo es Royal Queensland Show, pero se acortó para ser conocido como, simplemente, Ekka. El festival es organizado anualmente por la Royal National Agricultural and Industrial Association of Queensland (RNA) y es uno de los acontecimientos estelares del año, con más de 600.000 visitantes. En el show se muestran desfiles de animales, competiciones de corta de troncos o eventos de equitación.
El Riverfestival es otro de los acontecimientos más esperados por los habitantes de Brisbane. La fiesta tiene lugar junto al río Brisbane, más concretamente en South Bank Parklands, y en su programa se incluyen diversos espectáculos donde destacan coreografías y los famosos fuegos artificiales de Brisbane. Además, todo el espectáculo está amenizado durante todo el día con banquetes al aire libre y conciertos musicales.
Los colectivos inmigrantes también disfrutan de sus particulares fiestas. Sobresalen dos: Festitalia y Paniyir. El primero de ellos es la celebración de la población italiana que reside en la ciudad. En la fiesta se muestran espectáculos, exposiciones y degustaciones típicas de Italia. El Paniyir es el día de la festividad de los griegos y se celebra en Musgrave Park.
The Valley Fiesta es una celebración de tres días de duración organizada por Valley Chamber of Commerce, la Cámara de Comercio del Valle. El evento fue promocionado por el Departamento de marketing de Brisbane en 2002.

### Medios de comunicación

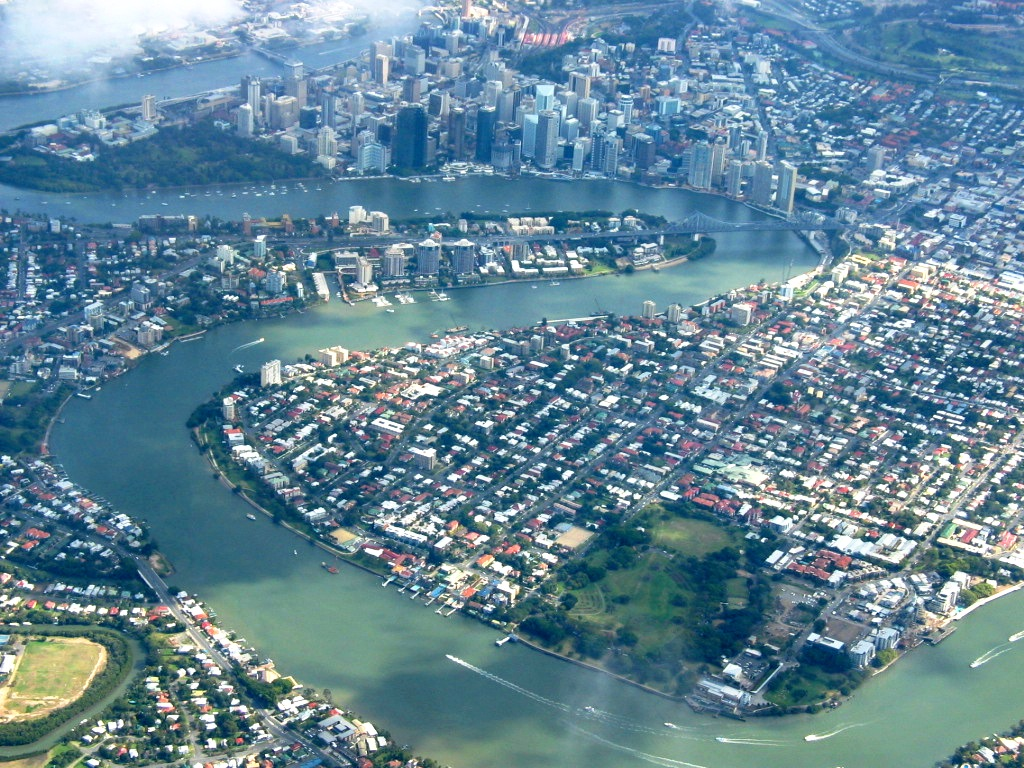
Vista aérea de Brisbane.

La ciudad de Brisbane tiene solo un periódico diario, The Courier-Mail, de tipo tabloide, y otro de tirada dominical, The Sunday Mail, ambos propiedad del grupo News Corporation. También recibe los diarios nacionales The Australian y Weekend Australian, junto con The Australian Financial Review, The Sydney Morning Herald y The Age, estos tres últimos propiedad del grupo Fairfax Media. En 2007, este importante grupo australiano lanzó Brisbane Times, un periódico en línea basado en las novedades que acontecen en la ciudad.
Con respecto a la televisión, las cinco grandes cadenas emiten para Brisbane desde la cima del monte Coot-tha. Las tres emisoras comerciales Seven Network, Nine Network y Network Ten están acompañadas por dos cadenas nacionales, la ABC y SBS. Optus, Foxtel y Austar operan vía pago por visión.
En la radio, la ABC sirve sus cinco emisoras a Brisbane: 612 ABC Brisbane, ABC Classic FM, ABC NewsRadio, Radio National y Triple J. Además, la ciudad recibe las señales de las principales emisoras de radio del país como 4KQ, 4BC, 4BH, 97.3 FM, B105 FM, Nova 106.9 y Triple M.

## Deportes
La actividad deportiva de la ciudad desde la entrada en la década de los 80 ha sido notable. Brisbane ha sido escenario de los Juegos de la Mancomunidad de 1982 y los Goodwill Games de 2001. También fue sede de la Copa del Mundo de Rugby de 1987, la Copa del Mundo de Cricket de 1992, los Juegos Olímpicos de Sídney, la Copa del Mundo de Rugby de 2003 y albergó también la de 2008. Además, la ciudad planeó su candidatura para los Juegos Olímpicos. y finalmente ha sido designada como sede para organizar los Juegos Olímpicos de 2032.
Desde el año 2009 Brisbane tiene torneo propio de tenis, el Brisbane International.
A continuación se muestran los principales clubes de los deportes más importantes de la ciudad con sus respectivos estadios:
| Deporte            | Equipo                        | Liga                                                   | Estadio                                 | Referencias |
| ------------------ | ----------------------------- | ------------------------------------------------------ | --------------------------------------- | ----------- |
| Rugby League       | Queensland Maroons            | State of Origin                                        | Suncorp Stadium                         | [ 25 ]      |
| Rugby League       | Brisbane Broncos              | National Rugby League                                  | Suncorp Stadium                         | [ 26 ]      |
| Rugby Union        | Queensland Reds               | Super Rugby                                            | Suncorp Stadium                         | [ 27 ]      |
| Fútbol             | Brisbane Roar FC              | A-League                                               | Suncorp Stadium                         | [ 28 ]      |
| Críquet            | Queensland Bulls              | Pura Cup Ford Ranger One Day Cup KFC Twenty20 Big Bash | The Gabba                               | [ 29 ]      |
| Fútbol australiano | Brisbane Lions                | Australian Football League                             | The Gabba                               | [ 30 ]      |
| Baloncesto         | Brisbane Bullets              | National Basketball League                             | Brisbane Convention & Exhibition Centre | [ 31 ]      |
| Netball            | Queensland Firebirds          | ANZ Championship                                       | Chandler Arena                          | [ 32 ]      |
| Béisbol            | Queensland Rams               | Federación Australiana de Béisbol / Claxton Shield     | -                                       | [ 33 ]      |
| Automovilismo      | Triple Eight Race Engineering | V8Supercar Championship Series                         | Queensland Raceway                      | [ 34 ]      |

| Predecesor: Edmonton    | Ciudad de la Mancomunidad 1982 | Sucesor: Edimburgo |
| Predecesor: Los Ángeles | Ciudad Olímpica 2032           | Sucesor:           |

## Turismo

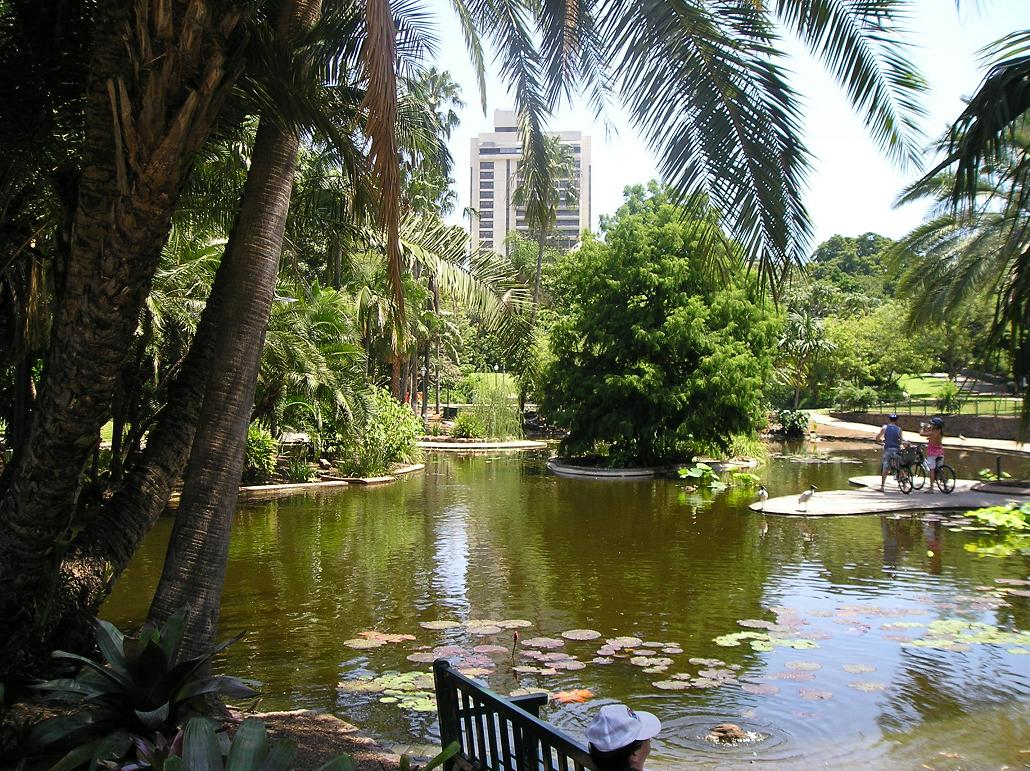
Jardín botánico de Brisbane.

En Brisbane y sus alrededores existen diversos puntos de interés para los visitantes. Uno de ellos ubicado al norte de la ciudad es la Isla Fraser, que es la mayor isla de arena del mundo y que cuenta con bosques lluviosos y lagunas. A ella se accede por transbordador. La isla se encuentra habitada por dingos o perros salvajes.
Desde el puesto de Observación del monte Cootha (Mount Coot-tha) se puede disfrutar de espectaculares vistas y de la visita al jardín botánico de la ciudad. En este jardín pueden observarse una amplia gama de especies arbóreas y exóticas. Uno de los parques que goza de más éxito entre la población local es el New Farm, donde todos los sábados se organizan degustaciones gratuitas de los alimentos más típicos de la región.
En cuanto al turismo más ocioso, cabe destacar The Queen Street Mall, la zona de compras más importante de Brisbane y considerada como el centro comercial de tiendas al por menor más grande entre Sídney y Singapur. Nos encontramos, por tanto, ante uno de los núcleos turísticos por excelencia de Brisbane, ya que consta de una calle peatonal de cerca de medio kilómetro donde se encuentran las tiendas más destacadas del mundo de la moda, la perfumería y la joyería. Un lugar evidentemente destinado al turismo comercial donde no faltan restaurantes, bares y cafés. Este núcleo se encuentra en el distrito central y de negocios de la ciudad, por lo que está perfectamente comunicado mediante el transporte público. Si se opta por acceder a él en coche particular, existen varios estacionamientos en la zona.

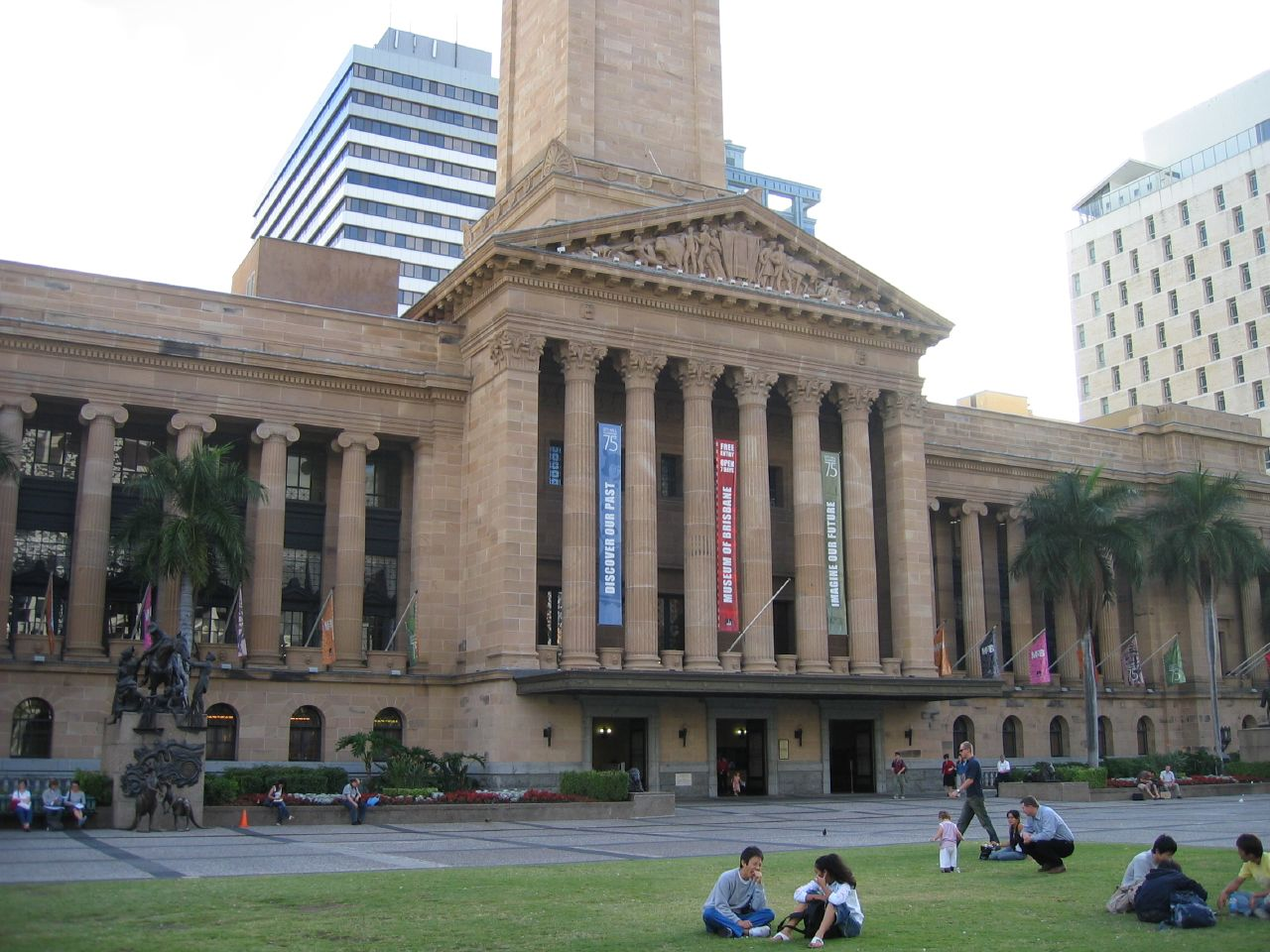
Ayuntamiento de Brisbane y museo de la ciudad.

Otra zona de compras notable en Brisbane es Paddington, aunque esta es más típica australiana, con gran cantidad de tiendas tradicionales, cafés, bares de tipo retro y establecimientos de restauración. Por la noche, la zona goza de una agradable vida nocturna. Por último, la calle Brunswick, junto al Chinatown Mall, es la zona de compras más alternativa de la ciudad. Cuenta con tiendas de antigüedades y objetos de segunda mano.
Algunos enclaves de especial mención son el Alma Park Zoo, el zoo de la ciudad situado a unos treinta minutos del centro; Brisbane City Hall y King George Square, dos emblemáticos puntos de referencia del casco histórico de la ciudad localizados entre Adelaide y Ann Streets y con una intensa actividad diaria. Por último, llama la atención South Bank, la playa artificial de Brisbane que se extiende desde el río Brisbane hasta el CBD, centro neurálgico de la ciudad.
Muchos visitantes de la ciudad son turistas que se encuentran en Sunshine Coast y Gold Coast, ciudades muy visitadas durante todo el año por sus atractivas playas, y que están cerca de Brisbane.

## Transporte

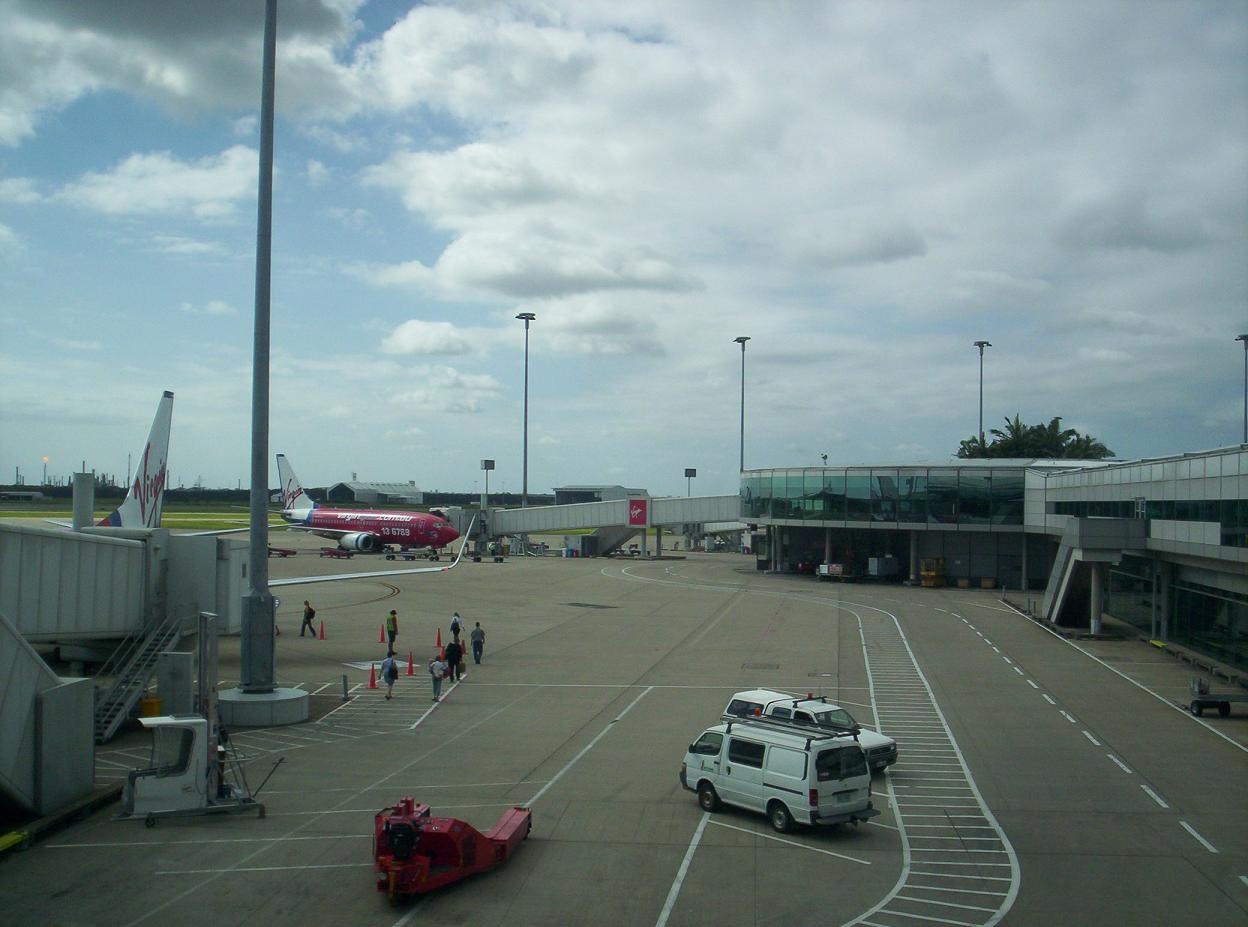
Terminal de vuelos nacionales del aeropuerto.

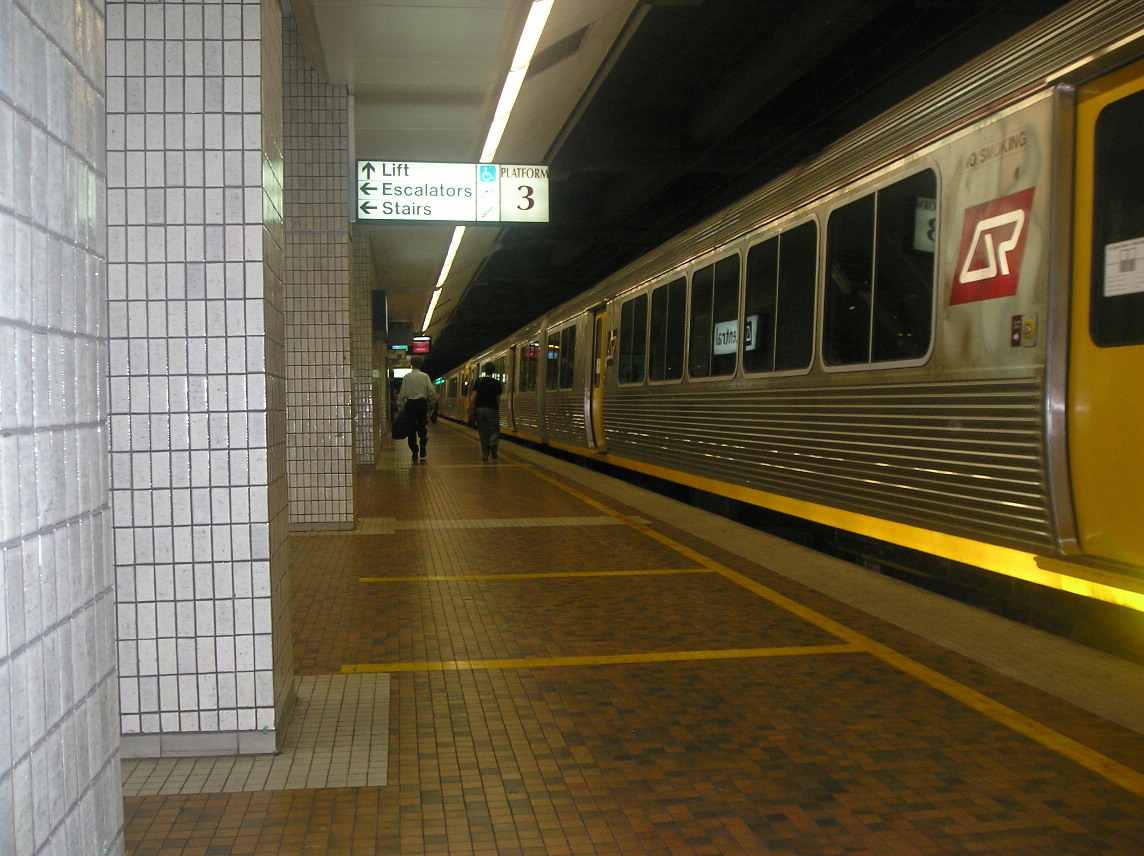
Estación central de trenes de Brisbane.

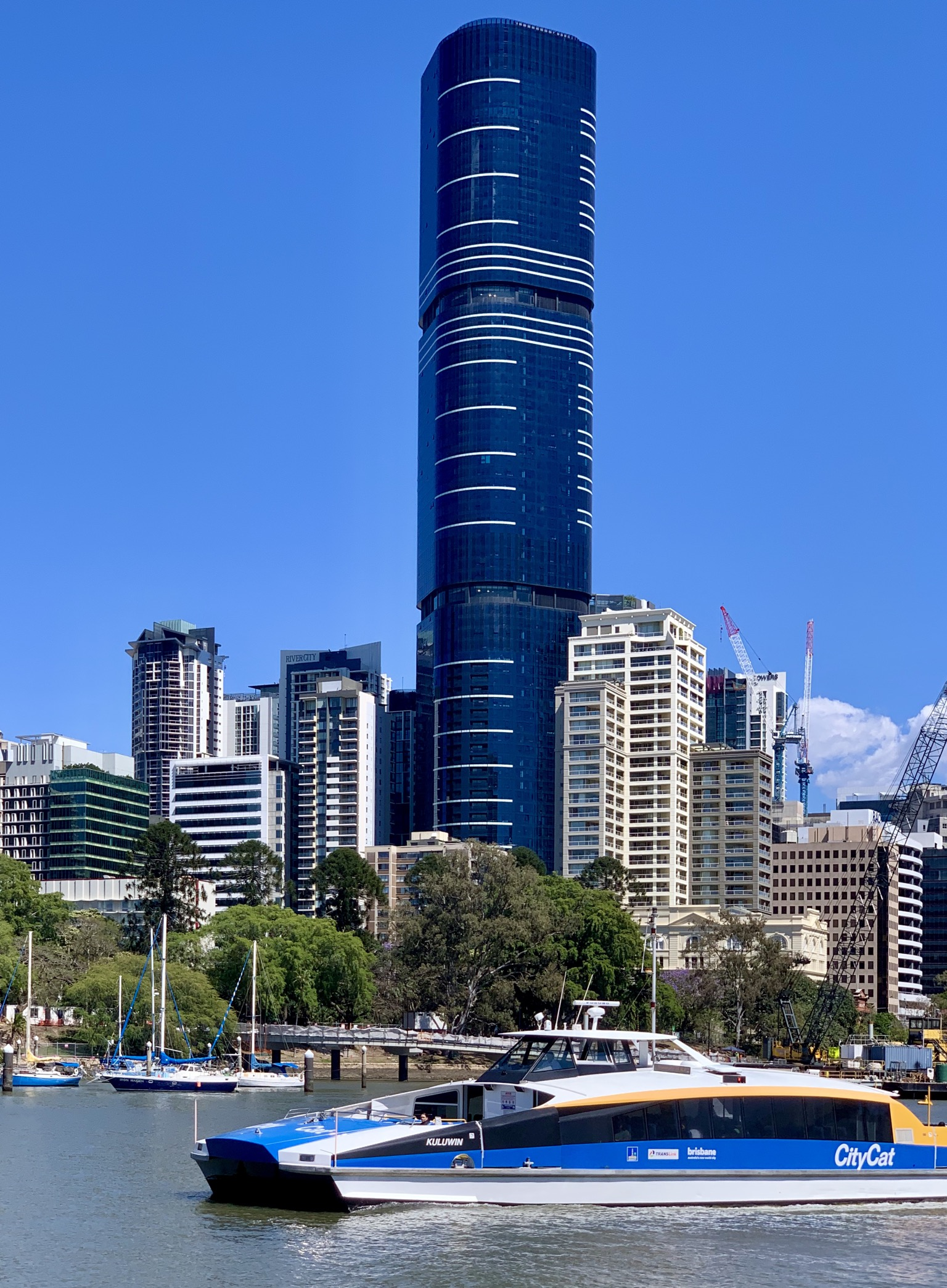
El catamarán CityCat de Brisbane pasando por el muelle de Eagle Street.

Brisbane goza de una extensa red de transporte público con diversas líneas de autobuses, tren y transbordador, así como buenas conexiones con las poblaciones periféricas. El transporte de la ciudad es gestionado por el propio Ayuntamiento de Brisbane y el Gobierno de Queensland, dueños estos últimos del Queensland Rail, la empresa pública responsable del mantenimiento y las actividades del sistema ferroviario de la región.

### Aeropuerto
El aeropuerto de Brisbane, propiedad de Brisbane Airport Corporation Limited, está situado al noreste de la ciudad y es uno de los más famosos y grandes del continente de Oceanía. Alberga la posibilidad de elegir entre vuelos nacionales e internacionales y es uno de los más concurridos de Australia.
La ciudad, además, es sede de importantes compañías aéreas como Virgin Blue, la segunda más importante en Australia, y Qantas y Jetstar vuelan ambas desde el aeropuerto de Brisbane. La ciudad también posee el pequeño aeropuerto Archerfield, que está situado a unos 12 kilómetros al sudeste. Caboolture y Redcliffe son los otros aeropuertos locales más importantes, aunque algo más alejados de la ciudad.

### Tren
El Citytrain, metro de Brisbane, consta de diez líneas que cubren el recorrido por toda la ciudad. Además, también cuenta con el Airtrain, servicio privado que conecta el aeropuerto con el centro.
Los billetes se pueden adquirir en las máquinas expendedoras de las distintas estaciones ferroviarias y, también, existe una modalidad de billetes que permite al usuario combinar distintos medios de transporte como el tren, autobús y transbordador.

### Transbordador
El Transbordador, o ferry, es un medio de transporte muy habitual en Brisbane y conecta las islas de bahía Moretón con todo el continente australiano.
Los servicios de transbordador que ofrece Brisbane son el CityCat, cuyo operador turístico es Metrolink Queensland, y el CityFerry, controlado por el ayuntamiento y la empresa francesa Transdev.

### Autobuses
Brisbane cuenta con una amplia oferta de servicios de autobús con el que desplazarse por toda la ciudad. El Loop bus es una línea de autobús que se mueve, principalmente, por la zona del distrito central de negocios, incluyendo paradas turísticas en los lugares más emblemáticos de la ciudad como Central Station, Queen Street Mall, City Botanic Gardens, Riverside Centre, QUT y King George Square. Brisbane ofrece a sus usuarios varias líneas especiales de autobuses que cubren el horario nocturno de los viernes y sábados, ideal para los jóvenes que salen de marcha, y que cubre las principales paradas.
Los billetes pueden ser adquiridos en los operadores de autobús o en máquinas expendedoras. Algunas tiendas y quioscos de prensa dispensan, también, estos billetes.

### Taxis
En Brisbane funcionan dos compañías de taxis: los Yellow Cabs (aunque sus vehículos están pintados de naranja) y los Black & White Cabs. Ambas empresas son aconsejables ya que ofrecen el mismo servicio y tarifa (regulada por las autoridades locales). Para grupos más amplios de usuarios, existe la posibilidad de utilizar los llamados Megataxi, con cabida para 10 personas.

## Ciudades hermanadas
Brisbane colabora con siete ciudades en el programa de hermanamiento de ciudades. Se trata de las siguientes:
- Kōbe, Japón (julio de 1985)
- Auckland, Nueva Zelanda (agosto de 1988)
- Shenzhen, China (junio de 1992)
- Semarang, Indonesia (enero de 1993)
- Kaohsiung, Taiwán (septiembre de 1997)
- Daejeon, Corea del Sur (junio de 2002)
- Chongqing, China (octubre de 2005)
- Abu Dabi, Emiratos Árabes Unidos